# Gérard de Lacaze-Duthiers

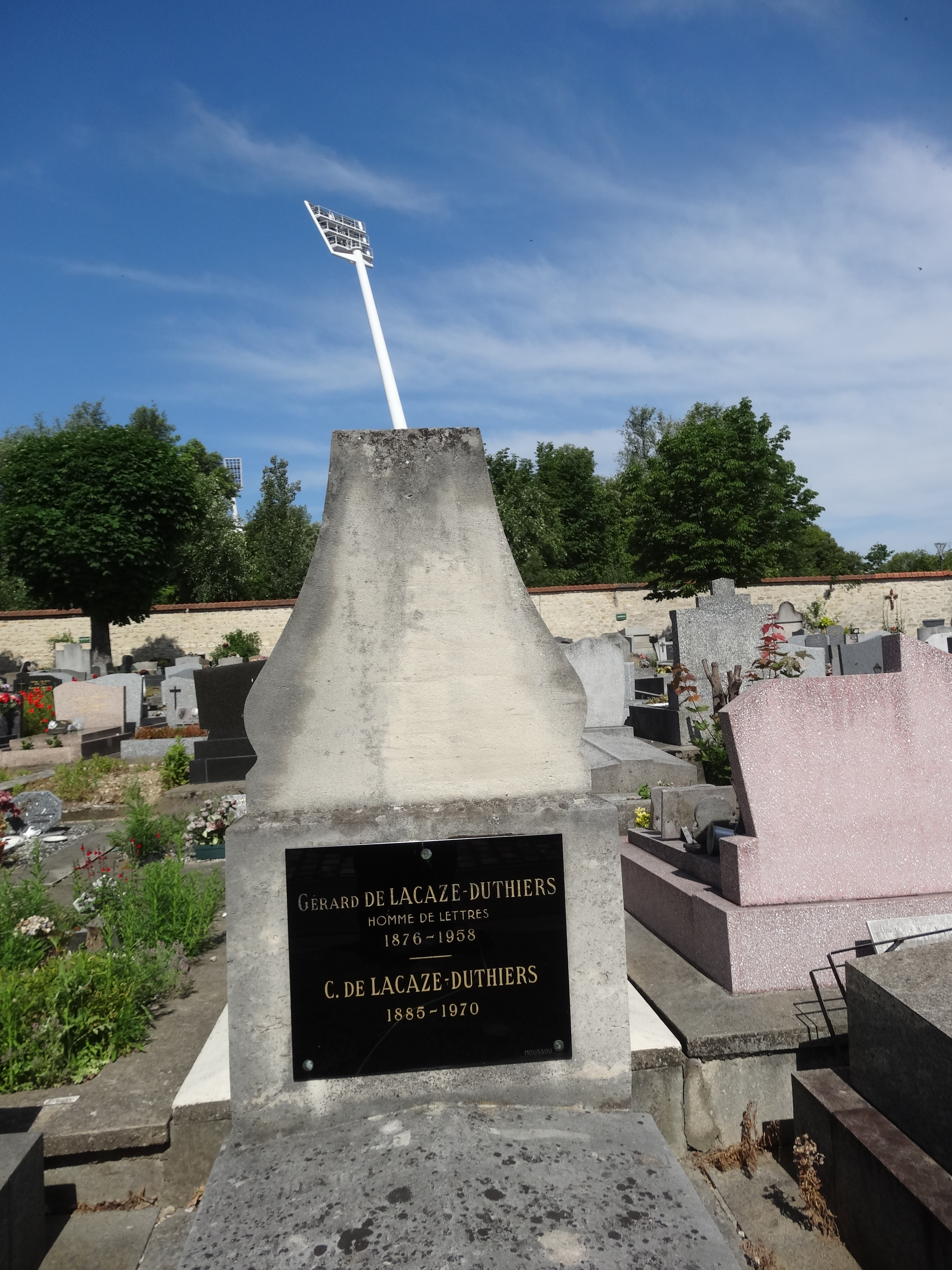
Tombe de Gérard de Lacaze-Duthiers au cimetière de Gentilly (Val-de-Marne).

Gérard de Lacaze-Duthiers, né le 26 janvier 1876 à Bordeaux (Gironde) et mort à Paris le 3 mai 1958, est un homme de lettres français, écrivain, critique d'art, critique littéraire, journaliste, théoricien libertaire, militant anarchiste individualiste et pacifiste.

## Biographie
Gérard de Lacaze-Duthiers descend d'une ancienne famille de la noblesse gasconne possédant le titre de baron. Il est par ailleurs le petit-neveu d'Henri de Lacaze-Duthiers (1821-1901), anatomiste, biologiste et zoologiste français,.
Après avoir fait ses études au collège Rollin à Paris, Gérard de Lacaze-Duthiers se voit proposer une bourse pour préparer l’École normale supérieure mais la refuse, préférant dès cette époque garder sa liberté.
Il passe sa licence de droit, puis de lettres, fut surveillant puis professeur adjoint de lettres.
Il est acquis aux idées libertaires avant la guerre de 1914-1918, ainsi qu’en témoigne la lettre du 25 octobre 1912 qu’il écrit à Jean Grave, mais également André Lorulot qui signale dans L’Idée libre d’avril 1958 qu'il avait collaboré à sa revue depuis sa fondation le 1er décembre 1911.
Lacaze-Duthiers adhère à l’Union anarchiste et, en 1914, il donne à l’École de propagande anarchiste des cours de philosophie qu’il reprend après guerre. Puis il apporte son concours à de très nombreuses publications : Pendant la mêlée, Par-delà la mêlée (1915-1917), L’En-dehors (1922), Le Semeur (1927-1936), La Voix libertaire (1929), C.Q.F.D. (1944-1949), L’Unique (1945), Le Monde libertaire (1954).
Il contribue à l'Encyclopédie anarchiste, initiée par Sébastien Faure, publiée en quatre volumes, entre 1925 et 1934.

### Débuts professionnels (1896-1914)
À partir de 1896, il collabore à diverses publications, dont La Plume, Le Mercure de France, La Critique, Les Nouvelles littéraires, La Revue, La Nouvelle Revue, La Revue du Palais, La Grande Revue, L'Âge nouveau, L'Esprit français, Arts, Opéra, Candide, Le Journal, Gil Blas, L'Intransigeant, Paris-Soir, L'Événement, Le Magasin pittoresque, L'Éclair illustré, Le Supplément illustré du Petit Journal, etc.
En 1897, il est, secrétaire de rédaction de Lutèce, périodique qui paraît du 4 avril au 1er novembre 1897, avec seulement 8 numéros.
Pendant la période de l’affaire Dreyfus, entre 1896 et 1898, proche du groupe d'Action d'Art « Les Visionnaires », il écrit son premier ouvrage, L’Idéal humain de l’art : essai d’esthétique libertaire, où il développe le concept individualiste baptisée « Artistocratie » néologisme qu’il définit comme « consistant pour chaque individu, à faire de sa vie une œuvre d'art libre et désintéressée, au-dessus de toutes les limitations et de tous les partis ».
Anarchiste, il se lie d'amitié avec Lucien Banville d'Hostel et Hem Day. En 1908, il participe à la revue La Foire aux Chimères avec Roger Dévigne.
En 1912, il est nommé professeur adjoint au lycée Henri-IV.
En 1913, il crée la revue L'Action d'Art, qui publie 17 numéros (du 15 février au 15 novembre), et dont les collaborateurs sont le peintre Atl, Lucien Banville d'Hostel, André Colomer, Paul Dermée, René Dessambre, Manuel Devaldès, Tewfik Fahmy, Paul Maubel. Le siège de la revue est 47 rue de la Gaîté, puis 138 avenue du Maine, et enfin 25 rue Tournefort à Paris.

### Entre-deux-guerres
Il habite dès les années 1920, et pendant plus de 30 ans, au 113 de la rue Monge à Paris 5e, au 5e étage.
Il fonde la Bibliothèque de l'Artistocratie, qui publie, de 1930 à 1952, 140 volumes, et en est le directeur. Il est l'auteur de plus de 50 ouvrages, organise des expositions artistiques et des représentations dramatiques. Son intention est de rapprocher l'art et la vie dans tous les domaines. Il est surnommé à l'étranger le « Ruskin français ».
En 1937, il fait partie du comité directeur de la Ligue internationale des combattants de la paix (LICP).

### Seconde Guerre mondiale et après
Pendant la Seconde Guerre mondiale, il vit avec sa femme en Bourgogne d’une « modeste retraite universitaire de 50 F par jour » et de l’aide financière que lui apportèrent le secrétaire de l’Académie française et le président de la Société des gens de lettres.
En 1944, il écrit dans la revue Germinal, où se retrouvent des gens de gauche proches de Marcel Déat (Robert Jospin, Marcelle Capy).
En 1946, il reçoit le grand prix de l'Académie française pour l'ensemble de son œuvre.
En 1947, il est élu au comité directeur du Parti pacifiste internationaliste et collabore à son bulletin, Le Mondial.
En 1951, il fait partie, aux côtés de Félicien Challaye et d'Émile Bauchet (lui aussi membre de la LICP) des fondateurs de La Voie de la paix, organe du Comité national de résistance à la guerre et à l'oppression (CNRGO, devenu Union pacifiste de France en 1961).
Il est enterré au cimetière de Gentilly le mardi 6 mai 1958, sous une pluie battante. « Cérémonie civile, avec la bénédiction du ciel », dit Henri Chassin.

### Divers
Il a aussi été directeur de la revue « Nos Amis les Livres », membre de la Société des gens de lettres, Syndic du Syndicat des journalistes de la presse périodique.
Il est professeur honoraire de l'Université et docteur honoris causa de plusieurs universités étrangères.

## Œuvres
- L'Idéal humain de l'art, 1896 (réédition : 1906)
- La Découverte de la vie, Alcan Éditeur, 1907
- Une nouvelle école poétique, imprimé chez Berger et Chausse, Paris
- L'Unité de l'art
- Le Culte de l'Idéal ou l'Artistocratie, 1909
- La Liberté de la pensée
- Au tournant de la route
- La Tour d'Ivoire vivante, préf. de Marcel Clavié, éd. Félix Alcan, 1914
- Philosophie de la Préhistoire, Flammarion
- Mauer, homme préhistorique
- Dialogue inactuel
- Pour sauver l'esprit
- Psychologie du slogan
- Sous le sceptre d'Anastasie
- Les Chemins de l'amitié
- Visages de ce temps
- Guy de Maupassant
- Auguste Lumière et son œuvre
- Introduction à une bibliographie du dolorisme, suivie de Lettres inédites de Louis Mandin, 1946
- Anthologie des écrivains du Ve, Paris et le Quartier Latin, Bibliothèque de l'Artistocratie, Pierre Clairac Éditeur, 1953
- Des vers...avec rimes et raison. Paris, Les Amis de l'Aristocratie, 1954.
- C'était en 1900...Souvenirs et impressions (1895-1905). Tome premier : Les laideurs de la Belle Époque, La Ruche ouvrière, Bibliothèque de l'Aristocratie,1958, Paris.

### Sources
- Gérard de Lacaze-Duthiers « Une nouvelle école poétique. Les "Visionnaires" et "Artistocrates" »  Revue L'Œil bleu, no 12, décembre 2010, p. 81-97, présentation et notes de Nicolas Leroux (p. 81-82) [paru initialement dans La Revue, volume LXXV, 1908]
- Anthologie des écrivains du Ve, Pierre Clairac Éditeur, 1953.

### Notices
- Dictionnaire international des militants anarchistes : notice biographique.
- L'Éphéméride anarchiste : notice.
- Centre International de Recherches sur l'Anarchisme (Lausanne) : notice bibliographique.
- Anarlivres : notice biographique.
- René Bianco, 100 ans de presse anarchiste : notice.